# Jack Molinas
Jacob "Jack" Louis Molinas (Nueva York, NY; 31 de octubre de 1931 - Brooklyn, Nueva York; 3 de agosto de 1975) fue un jugador de baloncesto estadounidense que disputó una única temporada de la NBA antes de verse involucrado en un asunto de amaño de partidos. Falleció asesinado en 1975, tras verse relacionado con la familia Genovese del crimen organizado de Nueva York.

## Trayectoria deportiva

### Universidad
Jugó durante cuatro temporadas con los Lions de la Universidad de Columbia en Nueva York. Molinas, jugando de alero y en ocasiones también como pívot, lideró al equipo en una de las temporadas más exitosas para los Lions. En 1951 fue el máximo anotador de su equipo con 331 puntos, siendo elegido Converse All-American. Columbia terminó con 22 victorias y ninguna derrota, situándose en el tercer lugar del ranking nacional. En la primera ronda del Torneo de la NCAA se enfrentaron a Illinois, cayendo por 79-71 a pesar de los 20 puntos de Molinas.
Los dos años siguientes el equipo continuó jugando bien, pero no alcanzó el éxito de aquella temporada. Molinas acabó su carrera como universitario con 16,7 puntos y 16,1 rebotes por partido, siendo elegido en las tres últimas temporadas en el mejor quinteto de la Ivy League.

### Profesional
Fue elegido en la tercera posición del Draft de la NBA de 1953 por Fort Wayne Pistons, con los que firmó un contrato por 9.600 dólares más otros 500 por objetivos, una alta cantidad para aquella época. Jugó muy bien los primeros meses, estando considerado como uno de los mejores rookies de la liga, con promedios de 12,1 puntos y 7,2 rebotes por encuentro.
Pero todo cambió el 10 de enero de 1954, cuando fue suspendido indefinidamente por la NBA tras admitir que realizaba apuestas irregulares en las que se veía involucrado su propio equipo, incluso apostando en contra. Aquel hecho puso fin a su carrera como deportista.

## Estadísticas en la NBA

### Temporada regular
| Año     | Equipo     | PJ | MPP  | TC%  | TL%  | RPP | APP | PPP  |
| ------- | ---------- | -- | ---- | ---- | ---- | --- | --- | ---- |
| 1953–54 | Fort Wayne | 32 | 29.9 | .390 | .759 | 7.1 | 1.6 | 11.6 |
| Total   | Total      | 32 | 29.9 | .390 | .759 | 7.1 | 1.6 | 11.6 |

## Apuestas ilegales
Desde su etapa de universitario se vio envuelto en el tema de las apuestas ilegales. Podía llegar a ganar hasta 50.000 dólares en una única semana. Captado por la mafia neoyorkina, en 1961 se destapó el escándalo, que involucraba a 37 jugadores de 22 universidades diferentes. Molinas fue condenado a entre 10 y 15 años de cércel, pero únicamente cumplió 5 en la prisión de Attica, entre 1965 y 1969, antes de trasladarse a Hollywood en 1970.
En la meca del cine se convirtió en productor de películas X, viviendo habitualmente rodeado de actrices porno. En 1975 murió asesinado por el crimen organizado, debido a sus innumerables deudas contraídas.